# چین‌سبیلی
چین‌سبیلی یا چن‌سولی روستایی ترکمن نشین در دهستان مزرعه جنوبی بخش وشمگیر شهرستان آق‌قلا استان گلستان ایران است. این روستا مرکز دهستان مزرعه جنوبی است و در جنوب شهر انبارالوم و شمال شرقی شهر آق‌قلا واقع شده است و جزو بزرگ‌ترین و پرجمعیت‌ترین روستا های شهرستان آق قلا به شمار میرود.

## جمعیت
بر پایه سرشماری عمومی نفوس و مسکن در سال ۱۳۹۵ جمعیت این مکان ۴٬۲۵۴ نفر (۱٬۲۱۹خانوار) بوده‌است.